# Sci alpino ai VI Giochi olimpici invernali - Discesa libera femminile
La competizione della discesa libera femminile di sci alpino ai VI Giochi olimpici invernali si svolse il 17 febbraio 1952 a Norefjell, sulle Alpi Scandinave.

## Classifica
| Pos. | Atleta                   | Nazione       | Tempo  |
| ---- | ------------------------ | ------------- | ------ |
| 1    | Trude Beiser             | Austria       | 1'47"1 |
| 2    | Annemarie Buchner        | Germania      | 1'48"0 |
| 3    | Giuliana Minuzzo         | Italia        | 1'49"0 |
| 4    | Erika Mahringer          | Austria       | 1'49"5 |
| 5    | Dagmar Rom               | Austria       | 1'49"8 |
| 6    | Madeleine Chamot-Berthod | Svizzera      | 1'50"7 |
| 7    | Margit Hvammen           | Norvegia      | 1'50"9 |
| 8    | Joanne Hewson            | Canada        | 1'51"3 |
| 9    | Evi Lanig                | Germania      | 1'52"9 |
| 10   | Ida Schöpfer             | Svizzera      | 1'53"0 |
| 10   | Hannelore Glaser-Franke  | Germania      | 1'53"0 |
| 12   | Idly Walpoth             | Svizzera      | 1'53"8 |
| 13   | Barbara Grocholska       | Polonia       | 1'54"1 |
| 14   | Rosemarie Schutz         | Canada        | 1'54"6 |
| 15   | Celina Seghi             | Italia        | 1'54"9 |
| 15   | Silvia Glatthard         | Svizzera      | 1'54"9 |
| 17   | Andrea Mead Lawrence     | Stati Uniti   | 1'55"3 |
| 18   | Sarah Thomasson          | Svezia        | 1'55"5 |
| 19   | Betty Weir               | Stati Uniti   | 1'55"7 |
| 20   | Rhoda Wurtele-Eaves      | Canada        | 1'56"4 |
| 21   | Dagny Jørgensen          | Norvegia      | 1'56"5 |
| 22   | Marysette Agnel          | Francia       | 1'56"8 |
| 23   | Catherine Louise Rodolph | Stati Uniti   | 1'57"4 |
| 24   | Trude Klecker            | Austria       | 1'57"9 |
| 25   | Margareta Jacobsson      | Svezia        | 1'58"2 |
| 26   | Sheena Mackintosh        | Gran Bretagna | 1'58"6 |
| 27   | Lucile Wheeler           | Canada        | 1'59"5 |
| 28   | Ana María Dellai         | Argentina     | 2'00"3 |
| 29   | Ingrid Englund           | Svezia        | 2'01"3 |
| 30   | Andrée Bermond           | Francia       | 2'03"1 |
| 31   | Karen-Sofie Styrmoe      | Norvegia      | 2'15"5 |
| 32   | Ildikó Szendrődi-Kővári  | Ungheria      | 2'18"5 |
| 33   | Fiona Campbell           | Gran Bretagna | 2'26"1 |
| 34   | Maria Kowalska           | Polonia       | 2'27"4 |
| 35   | Lia Leismüller           | Germania      | 2'37"6 |
| -    | Jacqueline Martel        | Francia       | Squal. |
| -    | Borghild Niskin          | Norvegia      | Squal. |
| -    | Jannette Burr            | Stati Uniti   | Squal. |
| -    | Maria Grazia Marchelli   | Italia        | Squal. |
| -    | Hilary Laing             | Gran Bretagna | Squal. |
| -    | Teresa Kodelska          | Polonia       | Squal. |
| -    | Vora Mackintosh          | Gran Bretagna | Squal. |